# Telstar in het seizoen 1977/78
Het seizoen 1978/1979 was het 15e jaar in het bestaan van de Velsense betaaldvoetbalclub Telstar. De club kwam uit in de Eredivisie en eindigde daarin op de 18e plaats, dit betekende rechtstreekse degradatie naar de Eerste divisie. Tevens deed de club mee aan het toernooi om de KNVB Beker, hierin werd in de tweede ronde verloren van Ajax (1–4).

## Wedstrijdstatistieken

### Eredivisie
|       | Ajax  | FC Amsterdam | AZ '67 | Feyenoord | Go Ahead Eagles | FC Den Haag | Haarlem | NAC   | N.E.C. | PSV   | Roda JC | Sparta Rotterdam | FC Twente '65 | FC Utrecht | Vitesse | FC Volendam | FC VVV |
| ----- | ----- | ------------ | ------ | --------- | --------------- | ----------- | ------- | ----- | ------ | ----- | ------- | ---------------- | ------------- | ---------- | ------- | ----------- | ------ |
| Thuis | 0 – 3 | 0 – 1        | 0 – 0  | 0 – 1     | 0 – 6           | 0 – 1       | 2 – 1   | 1 – 1 | 0 – 5  | 1 – 1 | 1 – 2   | 0 – 2            | 0 – 5         | 0 – 2      | 5 – 1   | 1 – 0       | 1 – 3  |
| Uit   | 7 – 0 | 2 – 1        | 4 – 0  | 1 – 1     | 5 – 1           | 3 – 0       | 1 – 1   | 2 – 2 | 3 – 0  | 1 – 0 | 2 – 0   | 2 – 2            | 3 – 0         | 1 – 1      | 4 – 2   | 2 – 0       | 3 – 2  |

### KNVB Beker
| 2e ronde                                   | Ajax                                                            | 4 – 1 (2 – 1) | Telstar           |
| 20 november 1977 Plaats: Amsterdam De Meer | Geert Meijer 4' Ruud Geels 7' Frank Arnesen 48' Hans Erkens 80' |               | 15' Peter Caljouw |

## Statistieken Telstar 1977/1978

### Eindstand Telstar in de Nederlandse Eredivisie 1977 / 1978
| Stand | Gespeeld | Gewonnen | Gelijk | Verloren | Punten | Doelpunten voor | Doelpunten tegen |
| ----- | -------- | -------- | ------ | -------- | ------ | --------------- | ---------------- |
| 18e   | 34       | 3        | 8      | 23       | 14     | 25              | 81               |

### Topscorers
| #                 | Naam             | Goal |
| ----------------- | ---------------- | ---- |
| 1.                | Eddy Kraal       | 7    |
| 2.                | Jos Jonker       | 3    |
| 2.                | Torben Mikkelsen | 3    |
| 4.                | Harry Hegeman    | 2    |
| 5.                | Fred Bischot     | 1    |
| 5.                | Peter Caljouw    | 1    |
| 5.                | Louis van Gaal   | 1    |
| 5.                | John Massa       | 1    |
| 5.                | Henk Medik       | 1    |
| 5.                | Ab van Oorschot  | 1    |
| 5.                | Gerard Staats    | 1    |
| 5.                | Paul Stam        | 1    |
| 5.                | Arno Wellerdieck | 1    |
| Onbekend doelpunt |                  |      |
| –                 | Onbekend         | 1    |
| Totaal            | Totaal           | 25   |

| #      | Naam          | Goal |
| ------ | ------------- | ---- |
| 1.     | Peter Caljouw | 1    |
| Totaal | Totaal        | 1    |

## Voetnoten
Ajax ·
FC Amsterdam ·
AZ '67 ·
Feyenoord ·
Go Ahead Eagles ·
FC Den Haag ·
Haarlem ·
NAC ·
N.E.C. ·
PSV ·
Roda JC ·
Sparta ·
Telstar ·
FC Twente '65 ·
FC Utrecht ·
Vitesse ·
FC Volendam ·
FC VVV